# マニフェスト (Superflyの曲)
「マニフェスト」は、Superflyの2枚目のシングル。

## 概要
2007年8月1日に発売された。同日、配信限定で1曲追加された同名の配信限定シングルも配信開始となった。初回プレス盤のみ、紙デジパックケース仕様およびSuperflyロゴステッカー封入。

## 収録曲
1. マニフェスト (4:01)
作詞：越智志帆＋多保孝一　作曲・編曲：多保孝一
  - アマチュア時代からライヴの定番である。間奏では、越智自身がブルース・ハープを演奏している。
2. 凛 (5:51)
作詞：越智志帆　作曲：多保孝一　編曲：多保孝一＋松岡モトキ＋阿部尚徳
  - 作詞クレジットに、越智が単独で表記された最初の楽曲。
  - 『Superfly 10th Anniversary Greatest Hits “LOVE, PEACE & FIRE”』では、ファン投票9位を獲得し隠れた名曲としてファンの間では人気のある楽曲。
3. (Please Not) One More Time (3:26)
作詞・作曲：Al Kooper
  - シングルカップリング収録曲のカバーシリーズ第2弾となったのは、バーズの中心人物であったロジャー・マッギンの楽曲。作曲者であるアル・クーパーも、後に自身のアルバムでセルフカバーしている。

配信限定
- マニフェスト 13,000人 Live @ 大阪城ホール FM802 REQUESTAGE
iTunes Store限定で2007年7月4日に配信が開始されたライブ音源。iTunes Storeの配信チャートで最高位6位を記録した。

## 収録アルバム
マニフェスト
- 『Superfly』（#2）
- 『Superfly BEST』（#3・Disc 1）
- 『Superfly 10th Anniversary Greatest Hits “LOVE, PEACE & FIRE”』 （#10・Disc 3）

凜
- 『黒い雫 & Coupling Songs: 'Side B'』（#3・Disc 2）
- 『Superfly 10th Anniversary Greatest Hits “LOVE, PEACE & FIRE”』 （#9・Disc 1）

(Please Not) One More Time
- 『Wildflower & Cover Songs:Complete Best 'TRACK 3'』（#3・Disc 2）